# حصار جولوباك
حصار جولوباك (بالمجرية: Galambóc)‏ كان صراعًا عسكريًا بين التحالف الهنغاري - الفالاشيا (الأفلاق) - الليتواني ضد الدولة العثمانية في مايو 1428. كانت هذه الحصار أول معركة في التاريخ العسكري الهنغاري استخدم فيها الجيش الهنغاري مدفعية كبيرة. ومع ذلك، لم يتمكنوا من الاستيلاء على جولوباك وهزمه الجيش العثماني، بقيادة السلطان مراد الثاني بنفسه. بعد المعركة، فتح الجيش العثماني معظم أراضي صربيا والبوسنة .

## خلفية
في نهاية القرن الرابع عشر، غزت الدولة العثمانية معظم البلقان ووصلت إلى الحدود الجنوبية لمملكة المجر. بعد معركة كوسوفو (1389)، كانت صربيا مهددة من قبل العثمانيين. لذلك، في عام 1426، عقد ستيفان لازاريفيتش، المستبد الصربي، اتفاقًا مع الملك الهنغاري، سيغيسموند من آل لوكسمبورغ : تم تخصيص قلعتي بلغراد وجولوباك إلى المجر في مقابل حماية سيغيسموند لصربيا واعترافه ب أوران برانكوفيتش كخليفة للمستبد ستيفان.
بعد وفاة لازاريفيتش عام 1427، طلب سيغيسموند من برانكوفيتش احترام الاتفاقية، لكن المستبد الصربي كان مترددًا. لذلك، اضطر سيغيسموند إلى الاستيلاء على قلعة بلغراد بالقوة العسكرية. بعد هذا الحدث تنازل حاكم قلعة جولوباك الصربية عن الحصن للعثمانيين لحمايتها من سيغيسموند.

## حصار
بسبب موقعها الاستراتيجي، لم يرغب سيغيسموند ترك جولوباك إلى العثمانيين. خلال فصل الشتاء من عام 1427، بنى قلعة لازلوفارا (اليوم في رومانيا) في الضفة المقابلة لجولوباك عبر نهر الدانوب. أصبحت هذه القلعة نقطة انطلاق الحملة ضد العثمانيين. عندما بدأ الهجوم، كان لدى سيغيسموند حوالي 15000 إلى 20000 جندي. شمل جيش سيغيسموند أيضًا أفواجًا مساعدة من ليتوانيا وفالاشيا (الأفلاق)، بقيادة زويشا شارني ودان الثاني حاكم فالاشيا.
في نهاية أبريل، هاجمت القوات المسيحية جولوباك. ولأول مرة في التاريخ العسكري الهنغاري يستخدم الجيش الهنغاري المدفعية في نزاع عسكري. قصف الجنود القلعة من السفن الحربية ومن لازلوفارا. قاوم المدافعون العثمانيون عن جولوباك جيدا، ولكن القصف دمر الجدران. خطط سيغيسموند لهجوم على الجدران حينها وصل جيش عثماني كبير، بقيادة السلطان مراد الثاني شخصيا، لإنقاذ القلعة. لم يشارك سيغيسموند السلطان في معركة مفتوحة بل وصل إلى الهدنة: سيوقف المسيحيون هجماتهم ويتراجعون في سلام.
.
بدأ الجيش المسيحي عبور نهر الدانوب في التراجع عندما كسر العثمانيون الهدنة ونظموا هجومًا مفاجئًا. خلال المعركة، كان يقود حراس سيغيسموند ستيفن روزجوني ، حاكم مقاطعة تيمز المجرية، التي نظمت زوجته سيسيليا روزجوني شخصياً عبور نهر الدانوب. قُتل الجنود الليتوانيون، بمن فيهم قائدهم، أثناء تغطيتهم لعبور القوات الهنغارية والفالاشية.

## بعد
بعد الهزيمة الهنغارية، نظّم مراد الثاني هجومًا على صربيا، التي قبل أخيرًا حاكمها برانكوفيتش أن تكون تابعة للإمبراطورية العثمانية. بعد الهزيمة الصربية، غزا العثمانيون البوسنة وهزموا تفرتكو الثاني ملك البوسنة، واحتلوا بعض أهم القلاع.
مباشرة بعد المعركة بدأ سيغيسموند في تنظيم نظام دفاعي ضد العثمانيين. أرسل جيشًا مهمًا إلى بلغراد وسلم مهمة الدفاع عن بانة سيفيرين إلى فرسان تيوتون. ومع ذلك، لم يهاجم مراد الثاني المجر، وركز بدلاً من ذلك على فتح سالونيك. في عام 1430 وصلوا إلى هدنة استمرت حتى عام 1432.